# Торрес, Лаура
Лаура Н. Торрес (исп. Laura N. Torres) была мексиканской журналисткой начала XX века и основательницей одной из первых феминистских организаций.
В 1904 году Торрес основала феминистское общество Admiradoras de Juárez. Admiradoras de Juárez описывается как воинствующее феминистское общество, которое требовало положить конец дискриминации по признаку пола и репрессивному правительству. Эта организация подверглась критике со стороны современного ей историка Хусто Сьерра, который сказал, что это убежище для старых уродливых женщин, пытающихся подражать мужчинам.
Её имя включено в композицию «Этаж наследия» Джуди Чикаго.